# Zucaina
Zucaina es un municipio de la provincia de Castellón, perteneciente a la Comunidad Valenciana, España. Está situado en la comarca del Alto Mijares. Cuenta con una población de 174 habitantes (INE 2024). Se trata de un municipio castellanohablante, en el que el castellano cuenta con el predominio lingüístico reconocido legalmente.

## Geografía
- Desde Castellón de la Plana se accede a esta localidad a través de la CV-16 y en Alcora se toma la CV-190.

La población está asentada en lo alto de una hoya repleta de campos de avellanos, nogales, almendros y otros tipos de cultivos, bajo las faldas del macizo de Peñagolosa. El término municipal cuenta con numerosas masías que hasta hace bien poco estaban habitadas todo el año como Fuentes, El Plano Herrera, El Mas del Rebollo, Chirivilla, etc. También existen parajes de singular belleza como son Santa Ana, El Chorrador de Zucaina, La Peña Villanueva, El Pinar, Los Picayos, El Corral del Pino, El Corral de Onofre, La Carrasca de los Tres Pies...
Al llegar el otoño en los bosques del término, siempre y cuando el final del verano y principios del otoño hayan sido generosos en lluvias, se suelen encontrar numerosas setas, siendo los níscalos o robellones las setas más abundantes y apreciadas, conocidas en Zucaina con el nombre de rebollones.

### Localidades limítrofes
Villahermosa del Río, Cortes de Arenoso, Arañuel, Ludiente y Castillo de Villamalefa, todas de la provincia de Castellón.

## Historia
Población de origen árabe. Su nombre posiblemente proviene de la palabra sukaina, el cual significa casita al lado de la fuente. La población está al lado de una fuente y de ahí posiblemente el nombre. Del pozo que alimenta esta fuente se extrae parte del agua que abastece a la población.
Hay que destacar que existen numerosos restos de poblados íberos en su término municipal, en los que se han encontrado numerosos restos de cerámica ibérica en la Escudilla y los Cabañiles de los siglos VI y V a. C.
Su historia corre paralela a la de los moriscos, constituyendo un ejemplo de pueblo árabe de montaña en estas tierras, y sufriendo tras la expulsión de estos en el 1609 una despoblación de la que ha ido recuperándose poco a poco, en dura competencia con el despoblamiento que sufren las tierras del interior por la crisis agraria.

## Demografía
Zucaina cuenta con una población de 174 habitantes (INE 2024).
| Gráfica de evolución demográfica de Zucaina entre 1842 y 2021                                                       |
| |
| Población de derecho según los censos de población del INE Población de hecho según los censos de población del INE |

## Economía
Economía basada por una parte en la agricultura, teniendo el avellano y más recientemente el nogal como cultivos principales y por otra parte en la cría de cerdos y gallinas, contando con numerosas granjas.

## Administración y política
| Periodo   | Nombre                  | Partido   |
| --------- | ----------------------- | --------- |
| 1979-1983 | Joaquín Iserte Flor     | UCD       |
| 1983-1987 | Urbano Flor Montolío    | CDS       |
| 1987-1991 | Joaquín Périz Olaria    | CDS       |
| 1991-1995 | Joaquín Périz Olaria    | CDS       |
| 1995-1999 | Alfredo Vidal Nebot     | PP        |
| 1999-2003 | Alfredo Vidal Nebot     | PP        |
| 2003-2007 | Alfredo Vidal Nebot     | PP        |
| 2007-2011 | José María Ibáñez Zafón | PSPV-PSOE |
| 2011-2015 | José María Ibáñez Zafón | PSPV-PSOE |
| 2015-2019 | José María Ibáñez Zafón | PSPV-PSOE |
| 2019-2023 | Ana Julián Benages      | PP        |
| 2023-act. | Ana Julián Benages      | PP        |

### Evolución de la deuda viva
El concepto de deuda viva contempla solo las deudas con cajas y bancos relativas a créditos financieros, valores de renta fija y préstamos o créditos transferidos a terceros, excluyéndose, por tanto, la deuda comercial.
| Gráfica de evolución de la deuda viva del ayuntamiento entre 2008 y 2014                             |
| |
| Deuda viva del ayuntamiento en miles de Euros según datos del Ministerio de Hacienda y Ad. Públicas. |

La deuda viva municipal por habitante en 2014 ascendía a 388,00 €.

## Patrimonio

### Religioso

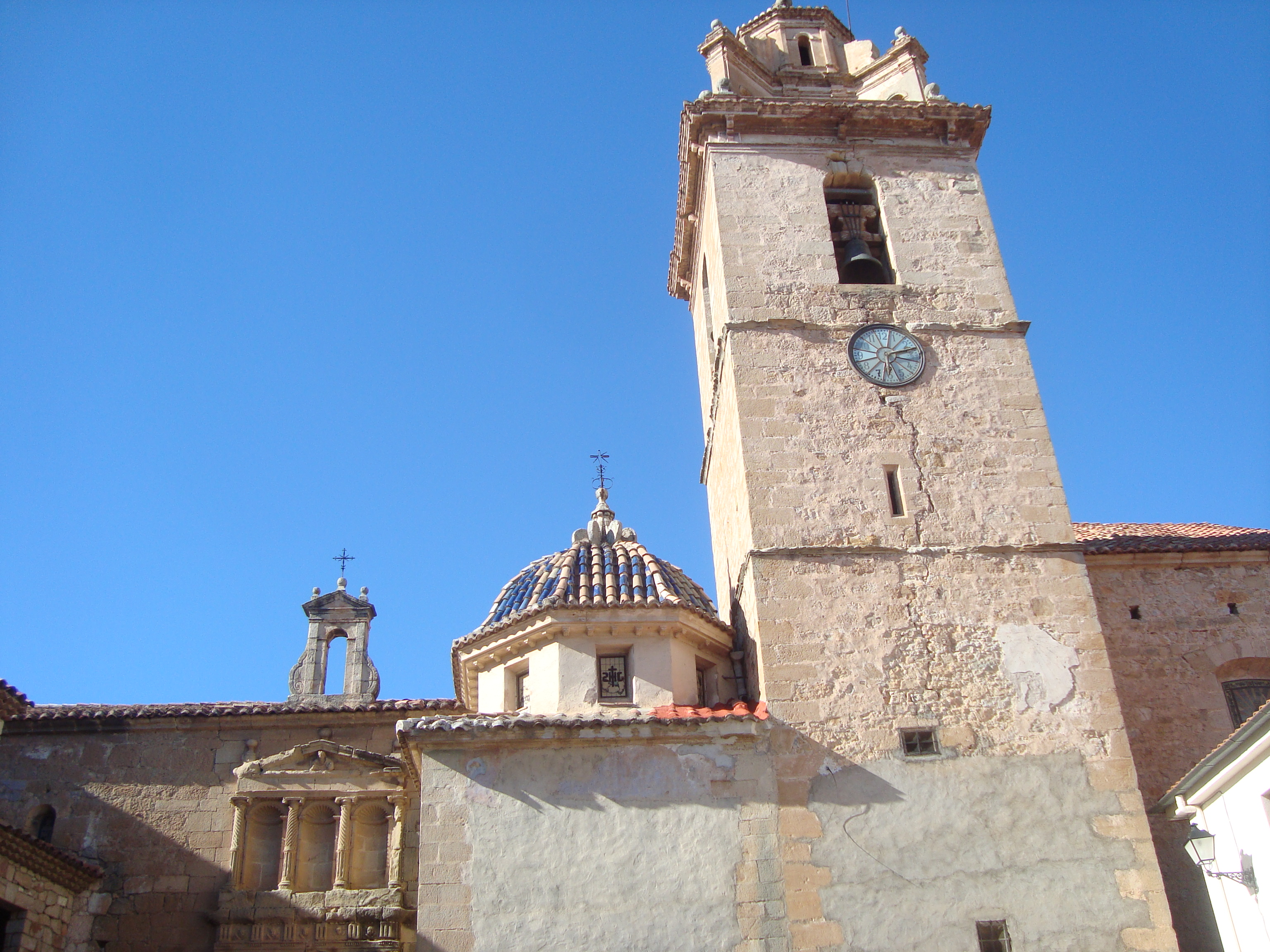
Iglesia parroquial de El Salvador (Zucaina, Castellón)

- Iglesia parroquial de la Transfiguración de El Salvador (siglo XVI-XVIII): se conservan en su interior interesantes tallas de madera del siglo XVIII y una imagen medieval de madera policromada de Santa Ana, patrona de la Villa de Zucaina, objeto de gran devoción. Durante los últimos 3 años ha sido objeto de una remodelación profunda de su interior: capillas, altares, techo y suelo.

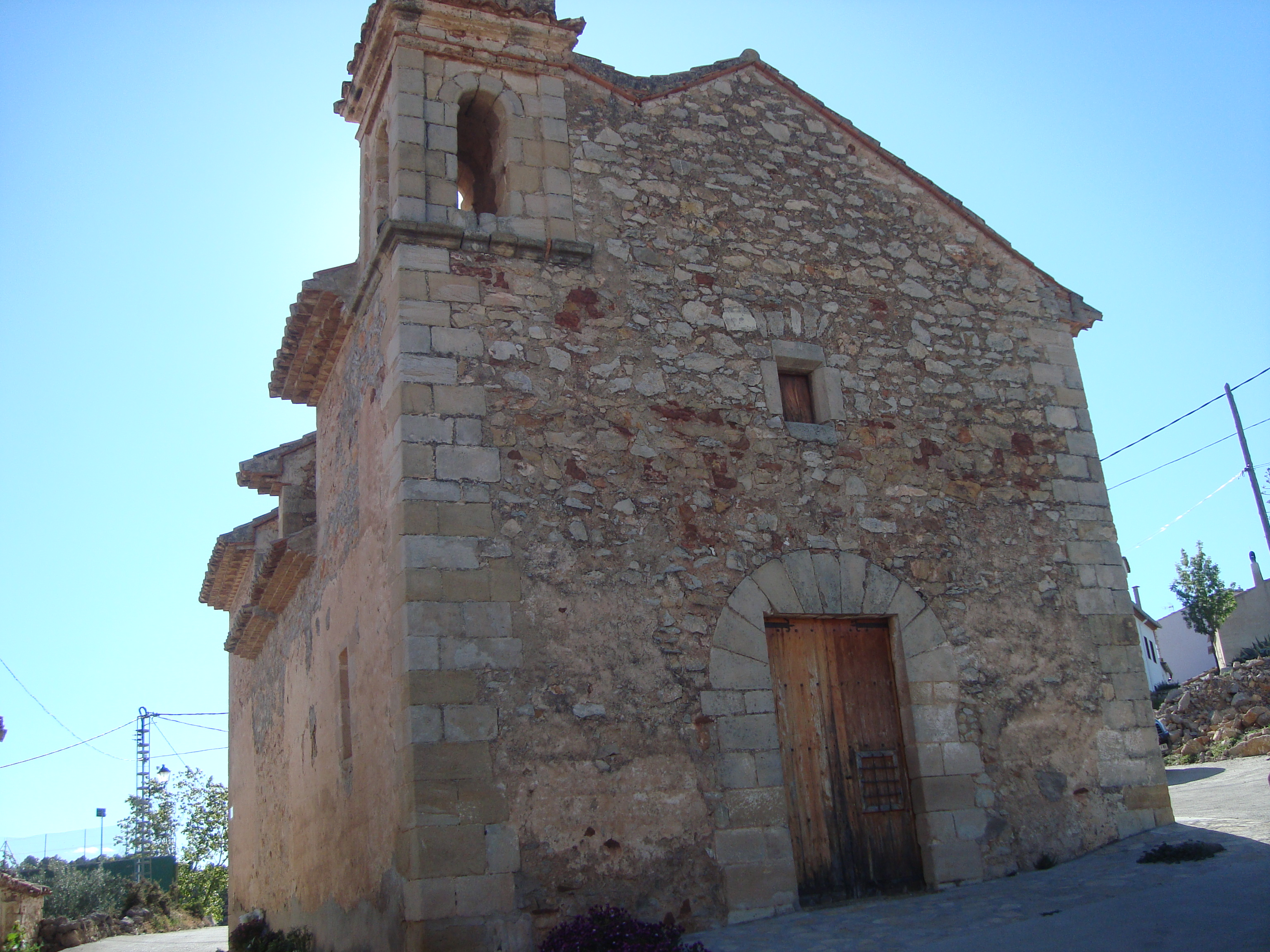
Ermita de Santa Bárbara (Zucaina, Castellón)

- Ermita de Santa Bárbara (siglo XVIII): ermita que se encuentra en la misma población y que da nombre a la parte alta del pueblo. Está situada cerca del frontón y de uno de los depósitos de agua que abastecen Zucaina. Se construyó hacia finales del siglo XVIII y hacía 1994 se llevó a cabo una restauración, a través de una iniciativa popular, de su tejado y fachada, devolviéndole parte del esplendor original. Era tradición hasta 2001 o 2002, el celebrar la festividad de Domingo de Ramos en su interior y bajar en procesión hasta la plaza de la Iglesia, pero debido a que para llegar a ella hay que subir una cuesta bastante pronunciada y para evitar al máximo el esfuerzo que tenían que realizar numerosos ancianos, se optó por celebrar tal festividad en la entrada de la iglesia parroquial, en la parte llana de la población.

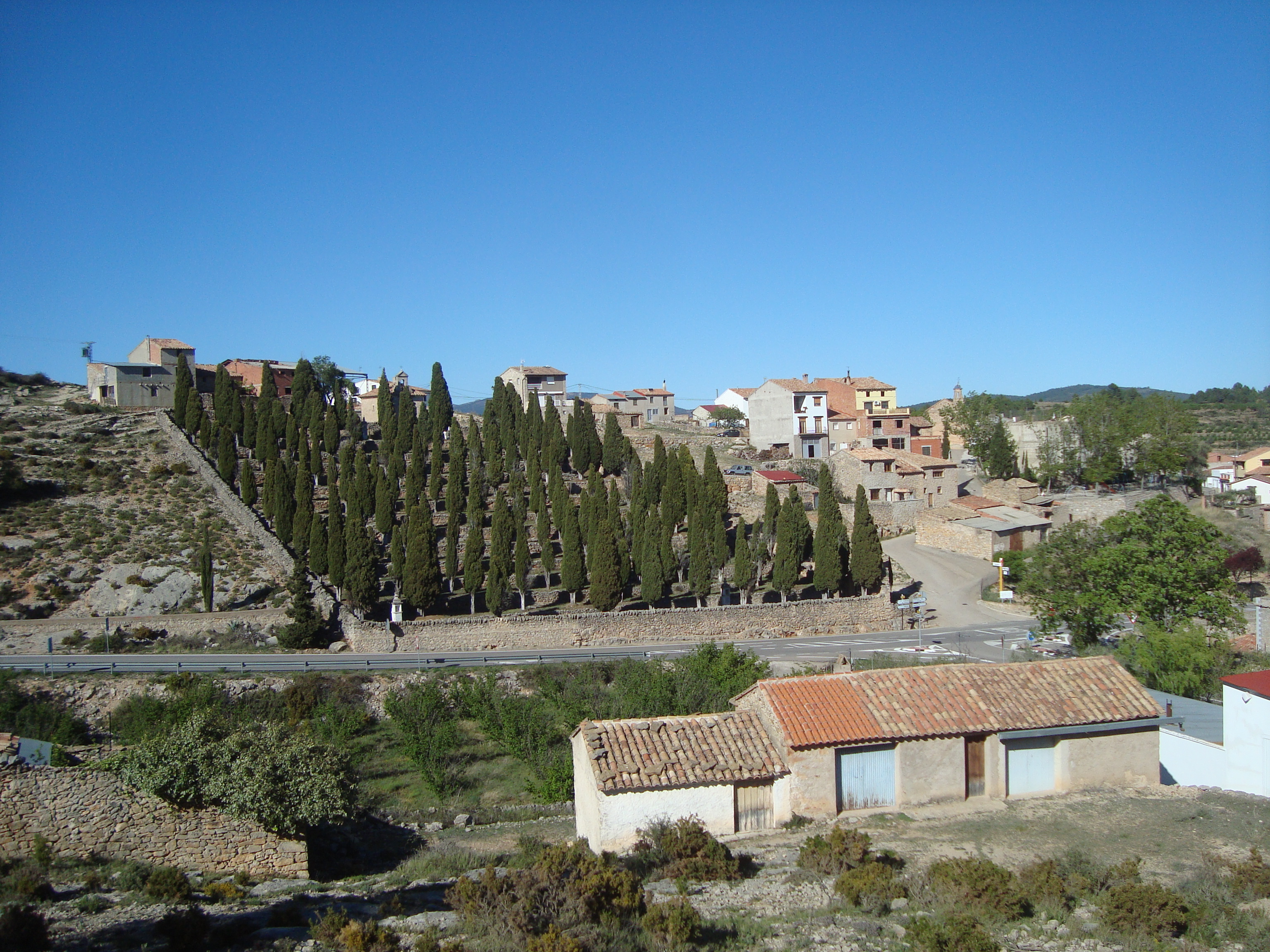
Calvario (Zucaina)

- Calvario y ermita del Calvario (siglo XVIII-XIX)

[[Archivo:Ermita-Sta-Ana-Zucaina.jpg|miniatura|Ermita de Santa Ana]
- Ermita de Santa Ana (siglo XVIII):] ermita dedicada a la patrona de la Villa de Zucaina. Fue construida a finales del siglo XVIII y está situada a unos 4 km de la población, en dirección Montanejos, por la carretera CV-195. Se encuentra en un paraje de gran belleza natural. Está construida en el margen derecho de la Rambla de Santa Ana, afluente del río Villahermosa y de una fuente de la que sale abundante agua fresca. Al lado de la fuente hay una zona reservada para hacer carne a la brasa o paellas y alrededor de la ermita hay diversas mesas y bancos de hormigón donde podérsela comer. La ermita fue construida a raíz de las diversas apariciones que de Santa Ana tuvo una pastorcilla procedente de alguna de las masías que hoy se encuentran próximas a la ermita. Santa Ana se le apareció sobre una gran zarza que misteriosamente no pinchaba y le dijo en la última aparición que la gente de Zucaina construyera una ermita en ese lugar. La devoción que tienen los lugareños a Santa Ana es muy grande, la cual, según figura en una placa de la ermita, salvó del cólera a la población hacia finales del siglo XIX. Cada 1 de mayo se realiza una gran romería a la ermita desde el pueblo con la celebración de dos misas solemnes. En tal día la presencia de tenderetes, en los que se pueden comprar diversas cosas, es numerosa. Otra fecha importante, aunque no tan multitudinaria como la anterior, es la del 26 de julio, día de San Joaquín y Santa Ana, en el que se realiza una misa solemne en la ermita y se reparte una torta conocida como la "rebanada" entre todos los asistentes. Este día es conocido como el día de "Santa Ana de la Rebanada". En los últimos años se han llevado a cabo trabajos de rehabilitación de su fachada e interior, devolviéndole a la ermita su aspecto original. Con tales obras se han acabado los problemas de humedad que padecía el interior de la ermita y que habían perjudicado mucho al retablo del altar mayor.
- Pilón de San Gregorio y Pilón de Santa Ana.

### Civil
- Torre árabe. En la Chirivilla hay restos de una torre de origen musulmán.

## Fiestas Locales
- San Antonio Abad: Sábado más próximo al 17 de enero.
- Procesión del Santo Entierro: Viernes Santo.
- Romería a Santa Ana, patrona de la Villa de Zucaina: 1 de mayo.
- Día de Santa Ana en Fuentes: Primer sábado de junio en la Masía de Fuentes.[5]
- Santa Ana de la Rebanada: 26 de julio.
- Fiestas mayores, en honor a la Asunción de la Virgen María: la semana del 15 de agosto.
- La Semana Cultural: primera semana de agosto.